# Hua Mulan
Hua Mulan – pochodząca z chińskiej legendy postać dziewczyny, która służyła w wojsku przebrana za mężczyznę.
Według spisanej za czasów dynastii Song Ballady o Mulan (木蘭辭) ojciec Mulan, mimo podeszłego wieku, ze względu na brak dorosłego męskiego potomka otrzymał powołanie do wojska. Chcąc pomóc ojcu, Hua Mulan przebrała się za mężczyznę i zamiast niego zaciągnęła się do armii. Przez 12 lat brała udział w wojnach, dochodząc do wysokiego stanowiska oficerskiego. Żaden ze współtowarzyszy broni nigdy nie rozpoznał jej prawdziwej płci i tożsamości. Dopiero jakiś czas później, gdy żołnierze chcieli odwiedzić swego dowódcę w domu, zamiast mężczyzny spotkali siedzącą przy krośnie kobietę.
Akcja legendy toczy się zazwyczaj w okresie walk z Xiongnu za czasów północnej dynastii Wei (386-535). Postać Mulan przedstawiana jest w chińskiej literaturze jako przykład nabożności synowskiej.
Na motywach legendy o Mulan powstał w 1998 roku film Mulan, wyprodukowany przez wytwórnię Walt Disney Pictures, a także film w reżyserii Jingle Ma Mulan (Hua Mulan) z 2009 roku z Zhao Wei w roli tytułowej.  Postać Mulan pojawia się też w serialu Dawno, dawno temu.